# 杉村行勇
杉村 行勇（すぎむら ゆきお、1931年 - 1991年11月9日）は、日本の地球化学者。海洋化学者。気象庁気象研究所地球化学部長。理学博士（東京都立大学）。

## 経歴
1950年（昭和25年）、静岡県立静岡城内高等学校卒業。1954年（昭和29年）、東京都立大学理学部化学科卒業。同年4月、神奈川県川崎市立塚越中学校教諭。1年で退職。1955年（昭和30年）、東京都立大学大学院入学、1960年（昭和35年）9月、博士課程満了。「現世堆積物の地球化学的研究」により理学博士。これに先立つ同年5月、気象庁気象研究所地球化学研究部に技術補佐員として採用、三宅泰雄に師事。1961年（昭和36年）、地球化学研究部第二研究室に配属。1962年（昭和37年）、気象研究所地球化学研究部第二研究室研究官。 1970年（昭和45年）、同研究部第二研究室主任研究官。1979年（昭和54年）、同研究部第二研究室長。1987年（昭和62年）、地球化学部長。1991年（平成3年）2月、病に倒れ、11月、逝去。享年59歳。

## 業績と評価
博士論文以降、研究対象は、更に海洋堆積物の年代決定や海洋におけるウラン、ラジウム、トリウム同位体の分布に広がり「放射性同位体による海底堆積物年代の研究」に対し日本海洋学会岡田賞を受賞、さらに核実験降下物中の人工放射性核種による海洋および海洋生物の汚染の研究にまで及んだ。海水中の微量金属元素の存在状態に関し，海洋生物の必須元素と考えられる金属元素が海水中で有機物と結合して存在することを示し、海洋化学の分野に新しい風を吹き込んだ。
また海洋と大気との間における二酸化炭素の交換に関する研究を世界に先駆けて開始し、全太平洋の大気と表面水の間における二酸化炭素の交換を明らかにし、「大気・海洋間の炭酸ガスの交換の研究」により気象庁長官表彰を受けた。 
1988年（昭和63年）より始まった「気候変動に係わる対流圏・下部成層圏大気の化学的研究」のプロジェクト・リーダーとして、世界でも初めて北極から南極近くまでの飛行機観測を成功させた。日本気象学会、日本海洋学会、及び日本地球化学会の運営に力を尽くし、中でも気象学会誌「天気」の編集委員長としてその充実に腕を振るった。業績もさることながら、功績の最たるものは、筑波の一角（気象庁気象研究所）に優れた研究者集団を作り上げたことだとも評される。

## 受賞
- 1969年、「放射性同位体による海底堆積物年代の研究」により、日本海洋学会岡田賞
- 「大気・海洋間の炭酸ガスの交換の研究」により、気象庁長官表彰

## 著書
- 『湖水・海水の分析』 小山忠四郎, 半田暢彦, 杉村行勇 共編 講談社 1972
- 『海洋科学基礎講座』三宅泰雄 編 東海大学出版会 1972
- 『地球から宇宙へ』 サイエンティフィック・アメリカン 編 ; 野口喜三雄, 杉村行勇 訳 白揚社 1960

## 関係項目
- 三宅泰雄
- 猿橋勝子